# Спасти мистера Бэнкса
«Спасти́ ми́стера Бэ́нкса» (англ. Saving Mr. Banks) — американо-британско-австралийский биографический фильм 2013 года режиссёра Джона Ли Хэнкока, сочетающий в себе элементы комедии и драмы. Сценаристы фильма — Келли Марсел и Сью Смит, оператор — Джон Шварцман.
Картина основана на реальных событиях, связанных с созданием фильма «Мэри Поппинс», который вышел на экраны в 1964 году. Ключевые герои фильма — писательница Памела Линдон Трэверс (автор книг о Мэри Поппинс) и основатель и руководитель кинокомпании Уолт Дисней, роли которых исполняют Эмма Томпсон и Том Хэнкс.

## Сюжет
В начале 1940-х годов Уолт Дисней (Том Хэнкс) обещал своим дочерям создать фильм по их любимым книгам о Мэри Поппинс. Около 20 лет он уговаривал автора этих книг, писательницу Памелу Линдон Трэверс (Эмма Томпсон), дать ему разрешение на создание фильма о Мэри Поппинс, но она была непреклонна. Наконец, в 1961 году ему удаётся организовать двухнедельную поездку Трэверс в Лос-Анджелес, во время которой он пытается подключить её к подготовительной работе над фильмом вместе со сценаристом Доном Дагради (Брэдли Уитфорд) и создателями музыки братьями Шерман — Ричардом (Джейсон Шварцман) и Робертом (Бенджамин Новак).
Несмотря на радушный приём, организованный Диснеем, и готовность принимать во внимание все её пожелания, Памела Трэверс в проекте будущего фильма недовольна буквально всем: она требует радикальных изменений в сценарии, полного отсутствия анимации, а также языковой правильности текста исполняемых песен. Кроме этого, она считает, что главную мужскую роль в фильме должен исполнять не американец Дик Ван Дайк, а британский актёр (в числе претендентов Трэверс называет известных актёров Лоренса Оливье, Ричарда Бёртона и Алека Гиннесса).
Параллельно с этим развивается другая сюжетная линия фильма, связанная с воспоминаниями Трэверс о её детстве, проведённом в Австралии, когда её звали Хелен Гофф (роль главной героини в детстве исполняет Энни Роуз Бакли). Она вспоминает своего отца Трэверса Гоффа (Колин Фаррелл) и мать Маргарет (Рут Уилсон). Нежная любовь её отца к своим детям сочетается с его слабохарактерностью и пристрастием к алкоголю, которое в конце концов приводит к трагическим последствиям. Постепенно становится понятна тесная связь образа отца писательницы и одного из персонажей её книг — мистера Бэнкса.
Несмотря на все ухищрения, включая совместный поход в Диснейленд, Уолту Диснею так и не удаётся уговорить несговорчивую писательницу передать ему права на создание фильма. Сопровождаемая шофёром Ральфом (Пол Джаматти), она отправляется в аэропорт, чтобы вернуться в Лондон. В это время расстроенный Уолт Дисней, случайно узнав некоторые детали прошлого писательницы, пытается использовать свой последний шанс. Он узнаёт, что имя писательницы — псевдоним, и она является австралийкой, а не британкой. Это даёт Диснею новое представление о Трэверс, и он прилетает в Лондон. Он рассказывает ей о своём детстве, а также призывает Трэверс не позволять прошлым разочарованиям диктовать настоящее. Той же ночью, после ухода Диснея, Трэверс, наконец, уступает и передаёт права на экранизацию.
В 1964 году Трэверс начинает писать новую книгу о Мэри Поппинс. Параллельно с этим в Китайском театре Граумана в Голливуде проходит мировая премьера фильма «Мэри Поппинс». Дисней, опасаясь реакции писательницы на критические выступления в прессе, не приглашает её на показ. Трэверс по совету своего агента Диармайда Рассела (Ронан Вайберт) без предупреждения появляется в офисе Диснея, и он неохотно выдаёт ей приглашение. На премьере Трэверс поначалу без особого энтузиазма смотрит фильм, в особенности эпизод с анимационной вставкой. Однако постепенно она проникается симпатией к остальной части фильма, будучи глубоко тронутой изображением личного кризиса и искупления Джорджа Бэнкса.

## В ролях
| Актёр               | Роль                                                                               |
| ------------------- | ---------------------------------------------------------------------------------- |
| Эмма Томпсон        | Памела Линдон Трэверс — писательница, автор книг о Мэри Поппинс                    |
| Том Хэнкс           | Уолт Дисней — основатель и руководитель кинокомпании                               |
| Брэдли Уитфорд      | Дон Дагради — соавтор сценария для фильма                                          |
| Джейсон Шварцман    | Ричард Шерман — соавтор музыки к фильму, брат Роберта                              |
| Бенджамин Новак     | Роберт Шерман — соавтор музыки к фильму, брат Ричарда                              |
| Колин Фаррелл       | Трэверс Роберт Гофф — отец Памелы                                                  |
| Рут Уилсон          | Маргарет Гофф — мать Памелы                                                        |
| Пол Джаматти        | Ральф — водитель лимузина, шофёр Памелы                                            |
| Рэйчел Гриффитс     | тётя Элли — сестра Маргарет                                                        |
| Кэти Бейкер         | Томми — студийная помощница Уолта Диснея                                           |
| Мелани Пакссон[en]  | Долли — секретарша Уолта Диснея                                                    |
| Энни Роуз Бакли     | Хелен Гофф, она же Гинти — Памела в детстве                                        |
| Ронан Вайберт       | Диармайд Расселл — агент Памелы                                                    |
| Энди Макфи          | мистер Белхатчетт — владелец австралийского банка «Белхатчетт»                     |
| Виктория Саммер     | Джули Эндрюс — исполнительница роли Мэри Поппинс в фильме 1964 года                |
| Кристофер Кайер[en] | Дик Ван Дайк — исполнитель ролей Берта и мистера Доуса-старшего в фильме 1964 года |
| Дендри Тейлор       | Лилиан Дисней — супруга Уолта Диснея                                               |
| Деметриус Гросс     | бармен                                                                             |
| Люк Бейнс           | официант                                                                           |

## Премьера и прокат
Мировая премьера фильма «Спасти мистера Бэнкса» прошла 20 октября 2013 года на Лондонском кинофестивале .
Премьера фильма в США состоялась 7 ноября 2013 года в рамках фестиваля Американского института киноискусства в Лос-Анджелесе. Она проходила в Китайском театре Граумана в Голливуде — там же, где в 1964 году состоялась премьера фильма «Мэри Поппинс».
Фильм был выпущен в ограниченный прокат в США 13 декабря 2013 года, а в широкий прокат — 20 декабря 2013 года.
Премьера в России состоялась 23 января 2014 года.

## Критика
Фильм получил в целом положительные отзывы критиков, особенно отметивших качественный сценарий фильма и актёрские работы Томпсон и Хэнкса. На сайте Rotten Tomatoes фильм имеет рейтинг 79 %, на основании 261 рецензии критиков, со средней оценкой 7 из 10. На Metacritic фильм имеет рейтинг 65 % на основании 46 рецензий.
Джей Форри (Jay Forry) на сайте Blindside Reviews писал:
Успех этого фильма обусловлен несколькими причинами. Во-первых, превосходный сценарий с небольшой долей юмора. Всегда трудно, когда зритель заранее знает, что произойдёт в конце — но в этом фильме все его элементы сливаются в единое целое. Во-вторых, сложно представить себе выбор более подходящей пары актёров, чем Том Хэнкс и Эмма Томпсон. Том Хэнкс может сыграть любую роль, а Эмма Томпсон воплощает собой Трэверс — ей не нужно имитировать британское произношение. Наконец, музыка к фильму замечательна, и она включает в себя многие любимые нами мелодии из «Мэри Поппинс». В самом деле, история создания музыки братьями Шерман — это как раз то, что придаёт целостность всему повествованию. <...> Из недостатков я бы отметил то, что, хотя фильму требуются вставки из детства Трэверс, создаётся впечатление, что они появляются в самые неподходящие моменты.
Оригинальный текст (англ.)There are several reasons why this film is such a success. First, the script is fantastic with just a touch of humor. It’s always tough when the viewer knows the eventual conclusion of a movie, but every aspect of this film works together. Second, the pairing of Tom Hanks and Emma Thomson couldn’t have been a better decision. Tom Hanks can play any role and Emma Thomson embodies Travers. (No fake British accent.) Lastly, the sound track is wonderful and includes many of our Mary Poppins favorites. In fact, the story about how the music was composed by the Sherman Brothers is the glue that holds the story together. <...> My one very small complaint, is even though the story needed the flashbacks of Travers as a child, they seemed to come at the most inopportune moments.
Кинокритик Тай Барр (Ty Burr) писал в газете The Boston Globe:
Тем не менее фильм очень проницателен, и часто весьма забавен, особенно в те моменты, когда Трэверс сцепляется с работниками диснеевской студии. Их роли исполняют яркие и выразительные актёры, которые намеренно играют вполсилы: Брэдли Уитфорд в роли сценариста Дона ДаГради, Джейсон Шварцман и Бенджамин Новак в роли братьев Ричарда и Роберта Шерманов, авторов песен. Пол Джаматти появляется в довольно небольшой роли Ральфа, шофёра Трэверс, будто бы только такому остроумному актёру было по силам убедить зрителя в неизменном бодром оптимизме своего героя. Если же вы (как и я) ни на секунду не поверите в то, что Хэнкс — это Уолт Дисней, его всегда можно будет с радостью принять за самого́ Тома Хэнкса.  
Оригинальный текст (англ.)And yet the film is extremely canny and often a great deal of fun, primarily in the scenes in which Travers locks horns with the Disney-ites. They’re all played by smart, sharp actors who keep their claws retracted: Bradley Whitford as screenwriter Don DaGradi, Jason Schwartzman and B.J. Novak as songwriting brothers Richard and Robert Sherman. Paul Giamatti takes the surprisingly small role of Travers’s chauffeur, Ralph, as if only an actor this witty could sell you on the character’s blandly chipper optimism. If you don’t buy Hanks as Walt Disney for a second — I didn’t — you’re happy, as always, to buy him as Tom Hanks.

## Награды и номинации
- 2013 — премия Национального совета кинокритиков США за лучшую женскую роль (Эмма Томпсон)[19][20], включение фильма в десятку лучших фильмов года[19]
- 2014 — номинация на премию «Золотой глобус» за лучшую женскую роль в драме (Эмма Томпсон)[21]
- 2014 — 6 номинаций на премию «Спутник»: лучший фильм, лучшая женская роль (Эмма Томпсон), лучшая мужская роль второго плана (Том Хэнкс), лучший оригинальный сценарий (Келли Марсел, Сью Смит), лучший художник-постановщик (Лорен Полиззи, Майкл Коренблит), лучший дизайн костюмов (Дэниел Орланди)[22]
- 2014 — номинация на премию Гильдии киноактёров США за лучшую женскую роль (Эмма Томпсон)[23]
- 2014 — 5 номинаций на премию BAFTA: лучший британский фильм, лучшая женская роль (Эмма Томпсон), лучшая музыка (Томас Ньюман), лучший дизайн костюмов (Дэниел Орланди), лучший дебют британского сценариста, режиссёра или продюсера (сценаристка Келли Марсел)[24]
- 2014 — номинация на премию «Оскар» за лучшую музыку к фильму (Томас Ньюман)[25]
- 2014 — номинация на премию «Сатурн» за лучшую женскую роль (Эмма Томпсон)[26]